# Armenischer Fußballpokal 2008
Der armenische Fußballpokal 2008 war die 17. Austragung des Pokalwettbewerbs in Armenien.
14 Mannschaften nahmen teil. Der FA Ararat Jerewan gewann zum fünften Mal den Pokal. Im Finale kam es zur Neuauflage des Vorjahresfinales. Ararat konnte erfolgreich Revanche nehmen und gewann mit 2:1 nach Verlängerung gegen FC Banants Jerewan. Ararat nahm am UEFA-Pokal teil. Die beiden Finalisten des Vorjahres FC Banants Jerewan und FA Ararat Jerewan hatten für das Achtelfinale ein Freilos.

## Modus
Der Pokal wurde in vier Runden ausgetragen. Bis zum Halbfinale wurden die Sieger in Hin- und Rückspiel ermittelt. Bei Torgleichstand entschied zunächst die Anzahl der Auswärts erzielten Tore, danach eine Verlängerung, wurde in dieser nach zweimal 15 Minuten keine Entscheidung erreicht, folgte ein Elfmeterschießen, bis der Sieger ermittelt war. Das Finale wurde in einem Spiel in Idschewan ausgetragen.

## Achtelfinale
| Datum             |                       | Gesamt |                     | Hinspiel | Rückspiel |
| ----------------- | --------------------- | ------ | ------------------- | -------- | --------- |
| 21.03./28.03.2008 | FC Banants Jerewan 2  | 2:6    | FC Ulisses Jerewan  | 1:4      | 1:2       |
| 21.03./28.03.2008 | FC Pjunik Jerewan     | 15:20  | FC Patani Jerewan   | 11:20    | 4:0       |
| 21.03./28.03.2008 | Gandsassar Kapan      | 8:0    | FC Pjunik Jerewan 2 | 3:0      | 5:0       |
| 21.03./28.03.2008 | FC Kilikia Jerewan    | 5:2    | MIKA Aschtarak 2    | 2:0      | 3:2       |
| 21.03./28.03.2008 | MIKA Aschtarak        | 11:00  | FA Ararat Jerewan 2 | 7:0      | 4:0       |
| 21.03./28.03.2008 | FC Schengawit Jerewan | 2:3    | FC Schirak Gjumri   | 1:3      | 1:0       |

## Viertelfinale
| Datum             |                   | Gesamt          |                    | Hinspiel | Rückspiel |
| ----------------- | ----------------- | --------------- | ------------------ | -------- | --------- |
| 02.04./10.04.2008 | FA Ararat Jerewan | 2:1             | FC Ulisses Jerewan | 0:1      | 2:0       |
| 02.04./10.04.2008 | MIKA Aschtarak    | 3:1             | FC Kilikia Jerewan | 1:0      | 2:1       |
| 02.04./10.04.2008 | FC Pjunik Jerewan | 0:0 (4:1 i. E.) | Gandsassar Kapan   | 0:0      | 0:0 n. V. |
| 02.04./10.04.2008 | FC Schirak Gjumri | 1:1 (5:6 i. E.) | FC Banants Jerewan | 0:1      | 1:0 n. V. |

## Halbfinale
| Datum             |                   | Gesamt |                    | Hinspiel | Rückspiel |
| ----------------- | ----------------- | ------ | ------------------ | -------- | --------- |
| 14.04./23.04.2008 | FA Ararat Jerewan | 5:1    | FC Pjunik Jerewan  | 2:1      | 3:0       |
| 14.04./23.04.2008 | MIKA Aschtarak    | 1:5    | FC Banants Jerewan | 1:3      | 0:2       |

## Finale
| FA Ararat Jerewan                        | FA Ararat Jerewan | FC Banants Jerewan | FC Banants Jerewan |
| ---------------------------------------- | --- | --- | ------------------ |
| FA Ararat Jerewan                        | \| 9. Mai 2008 in Idschewan (Arnar-Stadion) \| \| Ergebnis: 2:1 n. V. (1:1, 0:1) \| \| Zuschauer: 2.500 \| \| Schiedsrichter: Ararat Dschagharjan \| | \| 9. Mai 2008 in Idschewan (Arnar-Stadion) \| \| Ergebnis: 2:1 n. V. (1:1, 0:1) \| \| Zuschauer: 2.500 \| \| Schiedsrichter: Ararat Dschagharjan \| | FC Banants Jerewan |
| FA Ararat Jerewan                        | Nikolaj Sarkisjan – Hrajr Mkojan, Wahagn Minasjan, Wahe Mehrabjan (60. Edgar Safarjan), Renato de Moraes – Karen Nawojan, Artur Minasjan , Marcos Pizzelli, Artur Petrosjan (116. Emilio Palucci Calsani) – Sarkis Mowsesjan, Sergej Erzrumjan (95. Andranik Tadewosjan). Cheftrainer: Waruschan Sukiasjan | Jewgenij Matjugin – Gagik Daghbaschjan (77. Aghwan Hajrapetjan), Andrej Burdijan, Jegische Melikjan , Andrej Tscherewko – Romik Chatschatrjan (46. Hovhannes Grigorjan), Noah Kasule, Karen Aleksanjan, Marko Markow – Plamen Krumow, Simeon Slatew (72. Arsen Balabekjan). Cheftrainer: Nedeltscho Matuschew | FC Banants Jerewan |
| FA Ararat Jerewan                        | 1:1 Wahagn Minasjan (75.) 2:1 Marcos Pizzelli (108.) | 0:1 Marko Markow (36.) | FC Banants Jerewan |
| FA Ararat Jerewan                        | Wahe Mehrabjan, Renato de Moraes, Sergej Erzrumjan, Artur Minasjan | Marko Markow, Karen Aleksanjan, Jewgenij Matjugin, Aghwan Hajrapetjan, Andrej Tscherewko | FC Banants Jerewan |
| FA Ararat Jerewan                        | Karen Aleksanjan | | FC Banants Jerewan |
| 9. Mai 2008 in Idschewan (Arnar-Stadion) | | |                    |
| Ergebnis: 2:1 n. V. (1:1, 0:1)           | | |                    |
| Zuschauer: 2.500                         | | |                    |
| Schiedsrichter: Ararat Dschagharjan      | | |                    |